# جيمي بيتس
جيمي بيتس (بالإنجليزية: Jamie Bates)‏ هو لاعب كرة قدم بريطاني في مركز ظهير، ولد في 24 فبراير 1968 في كرويدون في المملكة المتحدة. لعب مع نادي برينتفورد وويكمب وندررز.

## وصلات خارجية
- جيمي بيتس على موقع Soccerbase.com (لاعب) (الإنجليزية)